# Fontpédrouse
Fontpédrouse en idioma francés y oficialmente, Fontpedrosa en catalán, es una localidad  y comuna francesa, situada en el departamento de Pirineos Orientales en la región de Languedoc-Rosellón y comarca histórica de Conflent.
A sus habitantes se les conoce por el gentilicio de fontpédrousiens en francés o fontpedrousats en catalán.

## Geografía

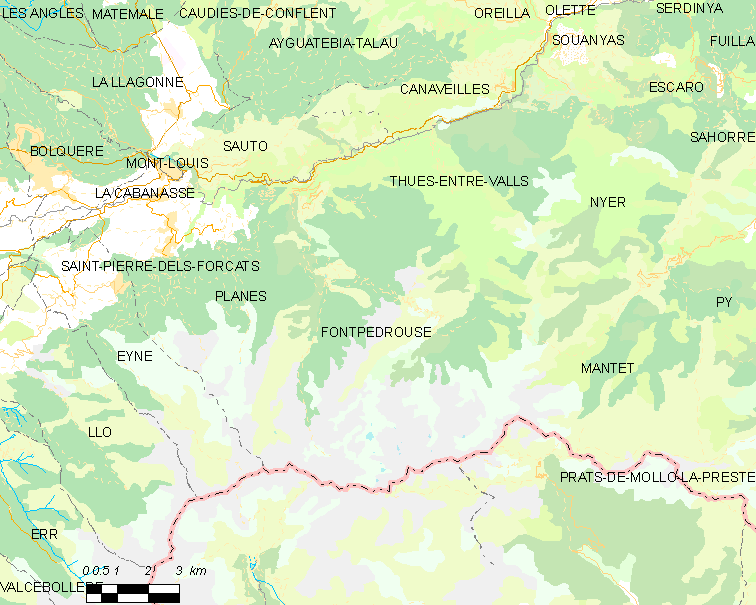
Situación de Fontpédrouse

## Demografía
| 133 | 188 | 147 | 108 | 138 | 123 |
| Para los censos de 1962 a 1999 la población legal corresponde a la población sin duplicidades (Fuente: INSEE [Consultar]) |     |     |     |     |     |

## Lugares de interés
- Termas y balnearios